# Васильев, Виктор Сергеевич (футболист)
Виктор Сергеевич Васильев (23 июля 1959, Салават, Башкирская АССР, СССР) — советский футболист, атакующий полузащитник, мастер спорта СССР.

## Карьера
Начал заниматься футболом в 1971 году в команде «Нефтяник» (Куйбышев) у тренера И. Н. Обухова. В 1977—1980 играл за «Торпедо» (Волжский), в ноябре 1980 года перешёл в волгоградский «Ротор», отличался высокой результативностью. В 1981 году играл за сборную РСФСР по футболу. Весной 1983 года сыграл 5 матчей за ЦСКА, но не закрепился в составе и вернулся обратно в «Ротор».
В 1985—1988 годах играл за московское «Динамо». Сыграл 109 матчей, забил 12 голов (в чемпионате СССР — 85 матчей, 8 голов). В 1986 году в составе «Динамо» стал серебряным призёром чемпионата СССР. В этом же году участвовал в турне сборной клубов СССР в Новую Зеландию.
Сезон 1989 года провёл в ставропольском «Динамо», а в 1990—1991 играл за владикавказский «Спартак», с которым вышел в высшую лигу чемпионата СССР.
В сезоне 1991/92 играл за польский клуб 2-го дивизиона «Полония» (Варшава). По возвращении из Польши некоторое время играл за мини-футбольный клуб КСМ-24, а летом уезжал в Финляндию.
С середины 90-х был одновременно и играющим тренером в Финляндии.

## Достижения
- Серебряный призёр Чемпионата СССР 1986